# Byl jednou jeden… vesmír
Byl jednou jeden… vesmír (ve francouzském originále Il était une fois… l'Espace) je francouzsko-japonský animovaný vzdělávací televizní seriál Alberta Barillého, který má 26 dílů. Vznikl v roce 1982 jako součást franšízy Byl jednou jeden….
Seriál byl animován v Japonsku studiem Eiken, takže je někdy považován za anime, přičemž byl poprvé vysílán japonskou televizí Fuji TV, ačkoli až do roku 1984 pod originálním názvem Ginga Patrol PJ (japonsky: 銀河パトロールPJ, anglicky: Galaxy Patrol PJ). Vzhledem k velkému úspěchu seriálu na západě bylo japonské vysílání seriálu považováno pouze za velmi rané a získalo si malou pozornost.

## Shrnutí
Seriál se odehrává v daleké budoucnosti a pojednává o tom, jak lidstvo rozvinulo svůj pokrok a jak kolonizovalo další planety. V tomto seriálu hrají ve valné většině dílů hlavní roli planety Kassiopey a Omegy, dvou planet ve vesmírné konfederaci, ve které jsou mimo jiné i jiné planety (Andromeda, Jama…) včetně Země. Kassiopee vládne diktátor, generál Prašivec (obdoba Adolfa Hitlera, Kassiopea je celkově v celém seriálu prezentována jakožto vesmírná obdoba nacistického Německa), který by rád ovládl celý vesmír. Pokusí se o to již v prvních dílech série, kdy se pokusí obsadit Zelenou planetu a soustavu Andromeda. Vždy neúspěšně, jeho pokusy většinou síly Omegy zneškodní. Následuje pár dílů, ve kterých se Omega vylodí na jiných planetách a zjišťuje, jestli tam někdo žije. Zvrat nastává v 8. díle, kdy přiletí loď, která letěla tisíc let ze Země k Andromedě. Její velitel vlastní kazety o Zemi z roku 2023, které ukradnou lidé z Kassiopey. Generál Prašivec poté předá tyto kazety své vládě s informací, že jsou z roku 3031 a vláda dojde k názoru, že Země má zastaralé technologie. Zároveň ji tím generál přiměje k názoru zřídit vojenskou základnu na jednom z měsíců Kolerrova slunce, s nejmodernějším vybavením a na práci si přivedou otroky z ostatních planet (přičemž vyhlásí Omeze válku). Petr a Psí letící základnu prozkoumat, jsou zajati, ale podaří se jim uprchnout. Nestabilní Kolerrovo slunce zanedlouho exploduje a zničí celou základnu. Lidi na základně musí zachránit vesmírné lodě Omegy, protože Kassiopea se stará jen o svoje zbraně a materiál. V dalším díle ztroskotá nákladní loď, která zachránila otroky, ale poté jí poškodily kusy Slunce a lodí Kassiopey a ztroskotala na planetě, kde žijí obři a „pidi človíčkové”. Za záchranu členů posádky sice Kassiopea přestane být na nějakou dobu agresivní, ale pokračuje v něčem, co by se dalo nazvat „Studená válka“. V 15. díle zjistí Psí (Vesmírná policie Omega), že ve vesmíru žijí roboti podobní lidem (Humanoidi), kteří mají velmi dobře vyvinuté technologie. V dalším díle vyšle Kassoipea raketu na Zemi, kterou ovšem vyrobili Humanoidi, ale Petr, Psí a Gustav (Vesmírná policie Omega) ji zneškodní a navedou na Slunce. Na Zemi je oslavují jako hrdiny. Při zpáteční cestě objeví tajemství lodě, na které letí domů. Ovládli ji Humanoidi a posádku zajali (Nakonec se jim podaří loď osvobodit). Poté se Petr a Psí s Metrem vypraví k hvězdné mlhovině kolem planety Jama, kde je však přepadnou Humanoidi a sestřelí je. Po dlouhém pobytu na Jamě a jejím sousedním měsíci Apis zjistí Petr a Psí, že Humanoidům vládne velký počítač, jenž vlastní zbraně, které dokáží jedinou ranou zničit planetu, a že jsou spojeni s Kassiopeou. V dalším díle již síly Humanoidů letí ke Kassiopee, přičemž se generál Prašivec domnívá, že ho tyto síly podpoří v úderu na Omegu, ale vojska Humanoidů ho překvapí a zaútočí na jeho armádu. Generál Prašivec dá zatknout celou vládu a začne vládnout sám. Flotila Kassiopey se brání, ale nakonec jsou všechny lodě zničeny a vesmírná flotila Humanoidů neutrpí ani jedno škrábnutí. Generál s celou armádou kapituluje. V posledním díle, vojska konfederace zaútočí v posledním sebevražedném útoku na Humanoidy, ale ty pohltí hvězda MC 4529. Ke konci se lidé z konfederace, setkávají s neznámou lodí, která je pravděpodobně bydlištěm mnohem vyspělejší civilizace, než je lidstvo. Démonický mužský a ženský hlas obdaří vyslance Omegy radami a životními moudry. Síly konfederace následné odlétají domů a chystají se na nový život, ve kterém snad ve vesmíru již zavládne mír…

## Epizody
1. Planeta Omega
2. Ještěři
3. Zelená planeta
4. V okolí Andromedy
5. U Kromaňonců
6. Vzpoura robotů
7. Planeta mýtů
8. Dlouhá cesta
9. Kassiopea
10. Zničená Planeta
11. Vesmírní trosečníci
12. Obři
13. Inkové
14. U dinosaurů
15. Saturnovy prstence
16. Nevyhnutelná hrozba
17. Země!
18. Atlantida
19. Podivný návrat na Omegu
20. Odplata robotů
21. Humanoidi
22. Nepřátelský svět
23. Létající město
24. Velký počítač
25. Zápas Titánů
26. Nekonečný vesmír

## Postavy
- Generál Prašivec – diktátor, vládce planety Kassiopey, chce ovládnout celý vesmír (český dabing: Ladislav Cigánek)
- Prezidentka Omegy – předsedá radě konfederace, bojí se Generála Prašivce (český dabing: Eva Spoustová)
- Kapitán Petr – patří k Vesmírné policii Omega, jeho přátelé jsou Psí, Gustav a Metro. Někdy je až příliš zbrklý, ale vyniká svojí odvahou, stejně tak schopností vymýšlet geniální plány (český dabing: Petr Neskusil)
- Poručice Psí – je krásná, a vlastní zvláštní schopnost: potřebuje-li znát pravdu, dokáže druhého člověka zhypnotizovat očima. Je rozumná a miluje Petra (český dabing: Anna Suchánková)
- Poručík Gustav – kamarád Petra, v prvních dílech zažijí hodně dobrodružství, v pozdějších se už moc nepotkávají (český dabing: Oldřich Hajlich)
- Metro – Chytrý robot (android), který se občas až příliš chlubí. V mnoha dílech zachrání svým kamarádům život. Rád si dělá legrácky z jiných robotů, jeho stvořitel je Maestro. (český dabing: Bohuslav Kalva)
- Maestro – Chytrý muž, stvořitel Metra a mnoha dalších experimentů (český dabing: Vladimír Fišer)
- Velký počítač – Vládce Humanoidů, zkonstruován člověkem (český dabing: Jiří Balcárek)
- Pomocník Generála Prašivce – Je prohnaný, miluje Psí. Většinou jen opakuje to, co řekne Generál Prašivec (český dabing: Libor Terš)
- Plukovník Petris – Otec Petra, velitel Vesmírné policie Omega (český dabing: Petr Gelnar)
- Major Legrond – Otec Gustava, zástupce velitele
- Pán Pralesa – Vládne Zelené planetě, nemá rád lidi
- Rada – Řeší veškeré problémy Konfederace
- Major KD 4 – Vůdce vzbouřených robotů na planetě Leto, je podporován Kassiopeou a Jamou
- Generálové Goldenbar I, II, III – Zápasníci vzbouřených robotů na planetě Leto

## Vesmírné lodě

### Kassiopea
- Nautilus – Obří válečná loď Kassiopey, je největší v jejím arzenálu. Má modrou barvu a vepředu je obličej žraloka.
- Muréna – Zelená obří loď, vepředu také obličej žraloka.
- Menší lodě – Malé, dobře vyzbrojené lodě.

### Jama
- Hvězda smrti – Spíše kosmická stanice, dokáže zničit celou planetu.
- Základny – Hlavní lodě, jsou na nich velitelství.
- Stíhačky – Rychlé lodě, větší než Murény.

### Omega a spojenci
- Velké lodě – Silné, spolehlivé lodě, kterých je ale málo do počtu.
- Kolibřík – Nejrychlejší loď Konfederace, nepříliš silná.
- Typ Vážka – Malá loď, používaná jen k hlídkovým letům.
- Zbylé lodě – Většinou těžké bitevní, je jich však málo.